# لاندون تي روس جونيور
لاندون تي روس جونيور (بالإنجليزية: Landon T. Ross, Jr.)‏ هو عالم أحياء وعالم حيوانات أمريكي، ولد في 19 أكتوبر 1942.